# Hibbertia linearis
Hibbertia linearis är en tvåhjärtbladig växtart som beskrevs av Robert Brown och Dc. Hibbertia linearis ingår i släktet Hibbertia och familjen Dilleniaceae.

## Underarter
Arten delas in i följande underarter:
- H. l. floribunda
- H. l. grandiflora